# Rumipamba
Rumipamba est un quartier de la capitale de l'Équateur Quito et une paroisse urbaine située dans la zone administrative Eugenio Espejo du canton de Quito, dans la province équatorienne de Pichincha. Sa superficie est d'environ 832 hectares et sa population d'environ 34 542 habitants en 2019.

## Emplacement
La paroisse de Rumipamba est située dans la partie nord-ouest de Quito, à environ 4,5 km au nord-nord-est du centre-ville, à une altitude d'environ 2 825 mètres. La zone administrative comprend à l'ouest une zone étroite en pente du volcan Rucu Pichincha, atteignant une altitude d'environ 4 100 mètres. À l'est, l'Avenida 10 de Agosto longe la limite administrative. Au sud, la zone est délimitée par l'Avenida Mariana de Jesús, et au nord, par la Calle Marcos Jofre. La zone s'étend sur environ 3,37 km sur son axe nord-sud.
La paroisse de Rumipamba est limitrophe au nord des paroisses de Cochapamba (de) et La Concepción (es), à l'est des paroisses de Jipijapa et Iñaquito, ainsi qu'au sud et au sud-ouest de la paroisse Belisario Quevedo (de).

## Infrastructure
Au sud de la paroisse se trouve le parque arqueológico y ecológico Rumipamba (parc archéologique et écologique Rumipamba). Au centre-nord se trouve le parque Suecia.